# Cibeureum Kulon
Cibeureum Kulon is een bestuurslaag in het regentschap Sumedang van de provincie West-Java, Indonesië. Cibeureum Kulon telt 3708 inwoners (volkstelling 2010).